# 대은종택
대은종택(臺隱宗宅)은 대한민국 경상북도 영덕군 영해면 괴시리에 있는 건축물이다. 1993년 11월 30일 경상북도의 문화재자료 제278호로 지정되었다.

## 개요
상대산 기슭에 자리하고 있는 가옥이다. 이곳은 안동 권씨 영해 괴시(槐市)의 입향조 권의협(1579∼1644) 선생의 첫째 아들 대은 권경이 세운 것이다. 1889년과 1978년 두차례 보수를 하였다.
원래 안채와 사당으로 구성되어 있었으나 현재는 안채만 남아 있다. 앞면 5칸·옆면 6칸 반 규모이며 ㅁ자형으로 배치되어 있다.

## 참고 자료
- 대은종택 - 국가유산청 국가유산포털